# Amphisbaena angustifrons
Amphisbaena angustifrons es una especie de reptil de la familia Amphisbaenidae. 

## Descripción
Cuerpo mediano con un diámetro de hasta 11 mm, de color plomizo en el dorso y más claro en la parte ventral. Es una especie ovípara. Su alimentación incluye larvas, insectos y lombrices.

## Distribución
Argentina, Bolivia y Paraguay.